# سیارک ۱۷۷۴۴
سیارک ۱۷۷۴۴ (به انگلیسی: 17744 Jodiefoster، نامگذاری:1998BZ31) هفده هزار و هفتصد و چهل و چهارمین سیارک کشف شده است که در ۱۸ ژانویه ۱۹۹۸ کشف شد.
این سیارک به افتخار جودی فاستر بازیگر سینمای هالیوود نامگذاری شد. دلیل این نامگذاری بازی جودی فاستر در فیلم تماس (۱۹۹۷) به کارگردانی «رابرت زمه کیس» و نوشتهٔ دانشمند برجسته «کارل سیگن» بود.

## اطلاعات سیارک
- نام سیارک: 17744 Jodiefoster
- شماره شناسایی: 1998 BZ31
- تاریخ کشف: ۱۸ ژانویه ۱۹۹۸
- کاشف: OCA-DLR Asteroid

### کمیت‌های مداری سیارک
- فاصله اوج (بیشترین فاصله از خورشید): ۳٫۱۳۹۹۴۹۰ برابر فاصلهٔ زمین تا خورشید
- فاصله حضیض (کمترین فاصله از خورشید): ۱٫۶۴۵۱۶۶۸ برابر فاصلهٔ زمین تا خورشید
- خروج از مرکز: ۰٫۳۱۲۳۸۱۶
- دورهٔ تناوب مداری (زمانی که یک دور دور خورشید می‌گردد): ۱۳۵۱٫۷۳۶۷۷۹۰ روز زمینی
- زاویهٔ انحراف مداری: ۳٫۰۶۹۴۹ درجه
- قدر مطلق سیارک برابر ۱۲٫۹ است.[۴]